# اسلام در فنلاند
اولین گروه مسلمانان در فنلاند مهاجران تاتار بودند که در سال‌های ۱۸۹۰ تا ۱۹۲۰ به این کشور مهاجرت مکردند. در سال‌های بعد با مهاجرت مسلمانان از کشورهای خاورمیانه و... بر جمعیت مسلمانان افزوده شد. در حال حاضر جمعیت مسلمانان فنلاند در حدود ۵۰ تا ۶۰ هزار نفر برآورد می‌شود.
مرکز اسلامی رسالت اهل بیت از جمله مراکز شیعیان در این کشور است. مرکز شیعیان هلسینکی نیز از دیگر مراکز شیعیان است که ریاست آن را خانم پائولا محمدپور برعهده دارد.
در سال ۱۳۹۱ اولین مسجد شیعیان بنام مسجد «حضرت فاطمه زهرا (س)»  افتتاح گردیده است.